# Steingardbreen
Der Steingardbreen (norwegisch für Steinwächtergletscher) ist ein Gletscher im ostantarktischen Königin-Maud-Land. Auf der Ostseite des Lomonossowgebirges fließt er von der Steingardsøkket in nordöstlicher Richtung.
Wissenschaftler des Norwegischen Polarinstituts benannten ihn 2016 in Anlehnung an die Benennung der Steingardsøkket.